# Osek - rybník Labutinka
Osek - rybník Labutinka este o arie protejată (arie specială de conservare — SAC, sit de importanță comunitară — SCI) din Republica Cehă întinsă pe o suprafață de 14,37 ha, integral pe uscat.

## Localizare
Centrul sitului Osek - rybník Labutinka este situat la coordonatele 49°46′56″N 13°35′04″E / 49.782222°N 13.584444°E.

## Înființare
Situl Osek - rybník Labutinka a fost declarat sit de importanță comunitară în aprilie 2005 pentru a proteja 1 specie de animale. Situl a fost protejat și ca arie specială de conservare în mai 2016.

## Biodiversitate
Situată în ecoregiunea continentală, aria protejată nu include niciun habitat protejat.
La baza desemnării sitului se află o specie protejată de  amfibieni: buhai de baltă cu burta roșie (Bombina bombina).